# Parafia św. Marcina w Ostrowitem Prymasowskim
Parafia Świętego Marcina w Ostrowitem Prymasowskim – parafia rzymskokatolicka w Ostrowitem Prymasowskim, jedna z 7 parafii należących do dekanatu witkowskiego. Erygowana w roku 1253. 

## Dokumenty
Księgi metrykalne zawierają spisy: 
- ochrzczonych od 1945 roku
- małżeństw od 1945 roku
- zmarłych od 1945 roku

## Kościół parafialny

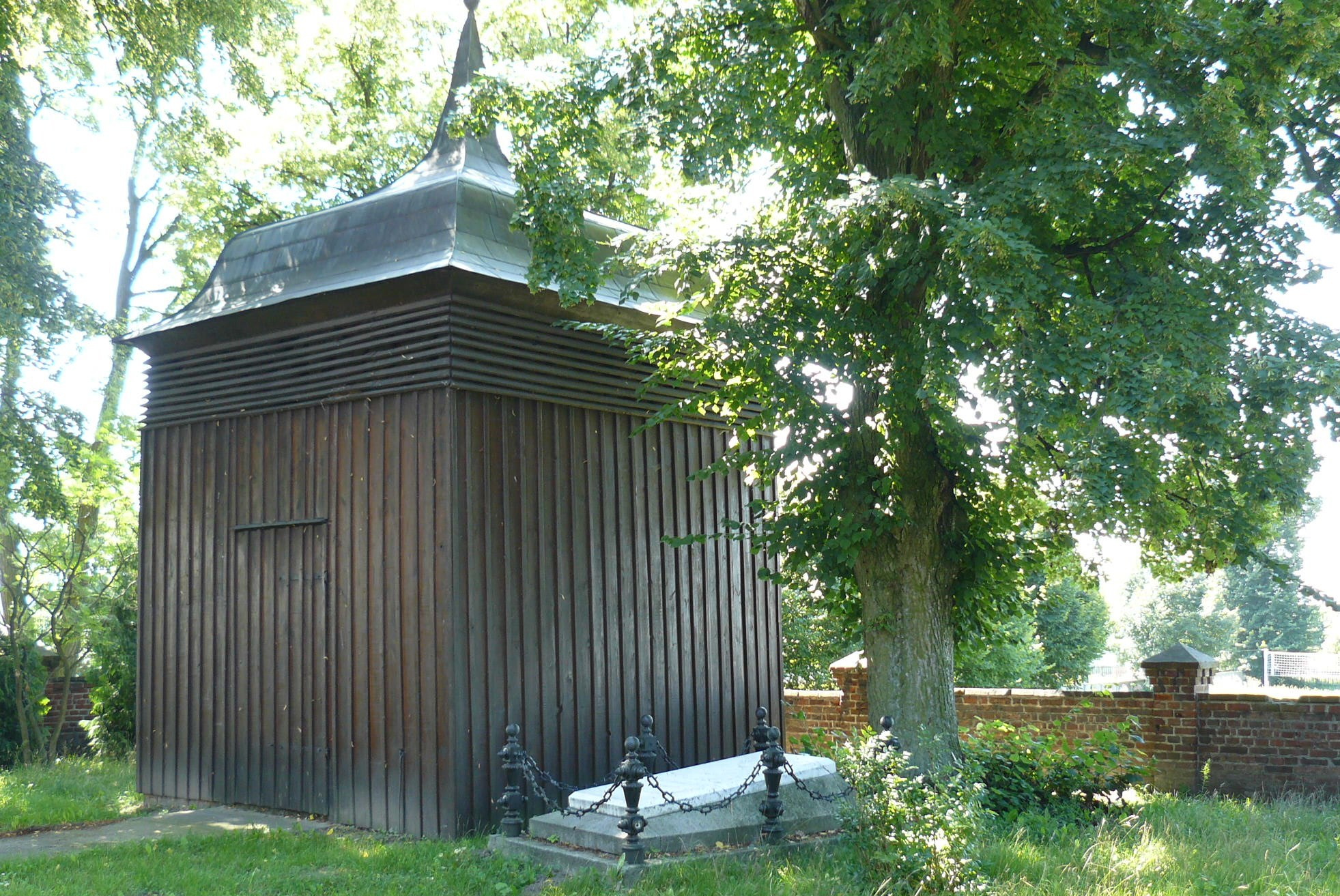
Dzwonnica przykościelna oraz jeden z nagrobków

Kościół parafialny ma 150 lat. Zbudowany został w latach 1841–1851 w stylu neoromańskim. W tym czasie proboszczem był ks. Karol Wiśniewski. Kościół jest budynkiem jednonawowym, z wejściem przez kruchtę, która mieści się w części wieżowej. Wieża powstała w 1905. Obok obiektu stoi drewniana dzwonnica z 1 połowy XIX wieku.. Najcenniejszym zabytkiem kościoła jest obraz Matki Bożej z Aniołami z roku 1623 wykonany przez artystów ze szkoły szamotulskiej. Obraz jest obecnie zawieszony na balustradzie chóru. Monstrancja pochodzi z 1795. Kielich mszalny z II połowy XVII. W ołtarzu głównym poza obrazem Matki Bożej w nadstawie scena przemienienia Pana Jezusa na górze Tabor. Obok figurka św. Anny i św. Antoniego. W ołtarzach bocznych w stylu neoklasycystycznym z jednej strony św. Wawrzyniec a z drugiej św. Antoni. Droga krzyżowa pochodzi z 1938, a organy z 1915. 
Pierwszy kościół w Ostrowitem został zbudowany w 1253 i pod koniec XIV w. spłonął. Odbudowany kościół też był drewniany i podupadł na początku XVI w. Trzeci budynek kościelny przetrwał do pożaru w 1795.
Przy kościele znajdują się stare nagrobki, m.in.:
- ks. Szymona Kruszki (4.10.1844–22.8.1910)
- ks. Kazimierza Kleina, proboszcza (8.02.1871–23.03.1927)
- ks. Teodora Czaplewskiego, proboszcza (5.07.1894–1973)